# Amigas 2
Amigas 2 é o segundo álbum de Fernanda Brum e Eyshila. Conta com a participação de Liz Lanne. Foi disco de ouro pela ABPD.

## Faixas
1. Só o Amor
2. Minhas Fraquezas
3. Meu Pai Falou
4. O Verdadeiro Amor
5. Perdão
6. Plano do Senhor
7. Pessoas feitas de amor (ft. Liz Lanne)
8. Canção para minha amiga
9. Mesmos suspeitos
10. Bom demais